# حقوق الإنسان في موريتانيا
يُنظر إلى حقوق الإنسان في موريتانيا عمومًا على أنها سيئة وفقًا للمراقبين الدوليين، ومن ضمنهم فريدم هاوس، ووزارة خارجية الولايات المتحدة الأمريكية، ومنظمة العفو الدولية.
بلغ عدد سكان موريتانيا في يوليو عام 2012 نحو 3.4 مليون نسمة، وهي جمهورية إسلامية شديدة المركزية ولا يوجد فيها أحكام قانونية للحرية الدينية.
بعد خروجها من الحكم الاستعماري الفرنسي، كانت موريتانيا منقسمة عرقيًا بين الاتحادات القبلية البربرية الناطقة بالعربية في الشمال والسكان السود المقيمين في الجنوب، الذين كان الكثير منهم يشكلون تقليديًا مجتمعات مستعبَدة أو أفرادًا مستعبَدين. تملك الحكومة الموريتانية تاريخًا من التمييز ضد هؤلاء من شعوب التكرور والسننكي ضمن حدودها. أحد الأمثلة على ذلك هو ما حدث في عام 1987، عندما سجنت الحكومة بعض سكان الجنوب وطردت آخرين من جيشها، ما أدى إلى الحرب الحدودية الموريتانية السنغالية.
اتهمت منظمة العفو الدولية النظام القانوني الموريتاني بالعمل بتجاهل كامل للإجراءات القانونية، أو المحاكمة العادلة، أو السجن الإنساني. واتهمت منظمة العفو الدولية الحكومة الموريتانية باستخدام التعذيب بشكل مؤسسي ومستمر لعدة عقود.
وفقًا لدستور موريتانيا، يسود القانون الدولي على القانون الموريتاني المحلي بمجرد نشر القانون الدولي في الصحيفة الرسمية.

## احترام سلامة الشخص

### الحرمان التعسفي أو غير القانوني من الحياة
في 27 سبتمبر عام 2011، أطلق أحد رجال الدرك النار على المتظاهرين في مدينة مغاما، ما أدى إلى مقتل شخص وإصابة ثمانية آخرين. كان المتظاهرون يحتجون على حملة وطنية لتسجيل الناخبين والتي يعتقدون أنها ستميّز ضد الموريتانيين الأفريقيين بسبب الافتقار المزعوم للتوازن العرقي بين المسؤولين الذين يجرون عمليات تقييم الجنسية. طالب المتظاهرون بتمثيل أفريقي موريتاني أكبر وبإجراء غير متحيز للتحقق من الجنسية. في 27 سبتمبر، أكد وزير الداخلية «محمد ولد ابيليل» التقارير على الملأ وأعلن أن الحكومة لن تسمح بزعزعة السلام. وحتى نهاية عام 2011، لا توجد تقارير عن إجراء أي تحقيق في وفاة المتظاهر.

### الاختفاء
لم ترد أي تقارير عن حالات اختفاء ذات دوافع سياسية في عام 2011.

### التعذيبوغيره من ضروب المعاملة أو العقوبة القاسية أو اللاإنسانية أو المهينة
يحظر دستور موريتانيا وقوانينها هذه الممارسات، ووفقًا للمفوضية الحكومية لحقوق الإنسان والعمل الإنساني والعلاقات مع المجتمع المدني، لم تكن هناك حالات تعذيب موثقة خلال عام 2011. ومع ذلك، ذكر مراقبو حقوق الإنسان المستقلون أن أفراد الأمن عذبوا المعتقلين لانتزاع الاعترافات. وبحسب ما ورد فقد شملت أساليب التعذيب في عام 2011 وفي السنوات السابقة الركل، والضرب، والصدمات الكهربائية، وحروق السجائر، وشد الشعر، والعنف الجنسي، والتعليق من الذراعين، والتقييد في وضعيات مؤلمة، والحرمان من النوم والطعام. وصف أحد السجناء لمنظمة العفو الدولية كيف تعرض للتعذيب في «وضعية الجاكوار»، التي تتلخص في ربط يدَي المحتجَز وقدميه معًا، وتعليقه من قضيب حديدي، وضربه وتعذيبه أثناء بقائه في هذه الوضعية.

## ظروف السجون ومراكز الاحتجاز
كانت أوضاع السجون قاسية في عام 2011، وظلت قدرة الحكومة على إدارة مرافق الاعتقال سيئة. كانت هناك تقارير موثوقة عن التعذيب والضرب والاعتداء في مراكز الاحتجاز التابعة للشرطة، وعدة سجون في جميع أنحاء البلاد، ومن قبل درك الشرطة وفي المنشآت العسكرية. افتُتح سجن جديد في مدينة ألاك في 28 نوفمبر. ولكن، فشلت الحكومة في تخصيص أموال كافية لتحسين أوضاع السجون في المنشآت القائمة خلال العام، واستمر الاكتظاظ، والعنف بين السجناء، وسوء الرعاية الطبية في السجون. لم يتمكن الكثير من السجناء من مغادرة زنازينهم المزدحمة للغاية أو تنفس الهواء النقي لعدة شهور أو سنوات متواصلة. كانت ظروف الصرف الصحي سيئة بسبب عدم وجود منتجات النظافة مثل الصابون والمنظفات وعدم قدرة إدارة السجن على التخلص من النفايات بشكل صحيح. وكان سوء التغذية مشكلةً أخطر، إذ أثر على الفئات الضعيفة من نزلاء السجون، ولا سيما السجناء الأجانب، والذين لا يتلقون الدعم الأسري، والأفراد الذين يعانون من أمراض غير مُعالجة. لم تستجب الحكومة بقوة لمزاعم الظروف غير الإنسانية، على الرغم من إحراز بعض التقدم في تحسين جودة الرعاية الصحية.
ساهم الاكتظاظ الشديد ونقص المياه الجارية في انتشار الأمراض في عام2011 . ولم يتلقَ السجناء الذين يعانون من مشاكل صحية سوى القليل من الرعاية أو لم يتلقوا أي رعاية على الإطلاق، وظلت الإمدادات الطبية غير كافية.
وتفيد التقارير أن مناطق الاحتجاز في مراكز الشرطة في عام 2011 كانت أيضًا مزدحمة وغير صحية وذات تهوية سيئة.
لم يكن هناك أمناء مظالم على مستوى السجون في عام 2011. فسمحت القوانين للنزلاء في أحد المعتقلات باختيار واحد منهم لتمثيلهم في التعامل مع الإدارة، وكان السجناء يقومون بذلك أحيانًا خلال عام 2011.
وفقًا لدائرة إدارة السجون في عام 2011، فإن سجن النساء كان أقل ازدحامًا وبالتالي أكثر راحة من سجن الرجال. ولكن من ناحية أخرى، فقد شارك الحراس الذكور في مراقبة السجينات، ما يعرضهن لخطر الوقوع ضحايا للعنف الجنسي.
استمرت المنظمات غير الحكومية في عام 2011 في إدانة الاكتظاظ والاحتجاز لفترة طويلة قبل المحاكمة. أدى العدد الكبير من المحتجزين قبل المحاكمة إلى تفاقم الاكتظاظ في السجون.  كان المُعتقلون قبل المحاكمة في كثير من الأحيان يُحتَجزون في المكان نفسه مع سجناء مُدانين وخطرين. في 19 أكتوبر، ووفقًا لإحصائيات وزارة العدل، بلغ عدد نزلاء السجون 1,695 شخصًا منهم 861 مدانًا و834 مُحتجزًا غير مُدَان. في 23 مايو، تفيد التقارير بأن السلطات قد نقلت 13 أو 14 شخصًا من الإرهابيين المشتبه بهم الذين ينتظرون محاكماتهم من سجن نواكشوط المركزي إلى مكان غير معلوم بهدف تحسين أمن السجون وتعطيل النشاط غير المشروع.
بسبب سوء الأمن والسجناء الخطرين الذين يتقاسمون الزنازين مع سجناء أقل خطورة، عاش هؤلاء السجناء في أجواء من العنف في عام 2011. وكان على بعضهم دفع رشاوى للسجناء الآخرين لتجنب التعرض للمعاملة الوحشية والاعتداء.
من بين 54 طفلاً رهن الاحتجاز، كان 34 منهم محتجزين في فناء منفصل في سجن نواكشوط المركزي في نهاية عام 2011 بعد تعرض مركز احتجاز الأحداث في بييلا لأضرار هيكلية. و17 منهم كانوا محتجزين في مركز لـ«استقبال ودمج» الشباب المخالفين للقانون. هدف هذا المركز هو تسهيل إعادة الدمج الاجتماعي للأطفال والشباب. خلال العام، قام المسؤولون بإطلاق سراح 30 طفلاً من هذا المركز ومراقبة أنشطتهم اللاحقة.
في عام 2011، احتُجزَت النساء والقاصرات دون سن الـ18 في مكان منفصل عن الرجال والقاصرين من الرجال. وتفيد التقارير بوقوع العنف الجنسي في سجن النساء، الذي يعمل فيه حراس من الذكور والإناث. بقي أطفال السجينات مع أمهاتهم أو وضعتهم وزارة العدل تحت الرعاية المؤقتة المقدمة من أفراد الأسرة.
سُمح للسجناء بالحصول على زيارات في عام 2011. إذ سمحت الحكومة بزيارات للسجون من قبل المنظمات غير الحكومية، والدبلوماسيين، ومراقبي حقوق الإنسان الدوليين. تمكنت لجنة الصليب الأحمر الدولية من القيام بزيارات متعددة للسجون، بما في ذلك زيارات المشتبه في تورطهم في الإرهاب، بما يتوافق مع طرائقها القياسية. كانت هناك تقارير تفيد بأن الشرطة لم تبلغ أفراد أسرة المعتقلين أو أصدقائهم بمكانهم وحالتهم في الوقت المناسب، ما منعهم من تلقي الطعام الكافي والمناسب.